# Jan Wolff
Jeżeli edytujesz kod źródłowy, to aby uzyskać taki efekt: teoria, elektronem, Witolda Gombrowicza – twórz linki według składni: [[teoria]], [[elektron]]em, [[Witold Gombrowicz|Witolda Gombrowicza]].

Jan Wolff (zm. w 1653 w Turobinie) – sztukator, murator, projektant przypuszczalnie pochodzenia niemieckiego, pracujący w Polsce w 1 połowie XVII wieku. 
Około 1620 roku zamieszkał w Turobinie. W 1632 roku kupił dom w Zamościu, który sprzedał w 1637 roku. Tytułowany archimistrzem rzemiosła muratorskiego. Związany z dworem rodów Firlejów i Zamoyskich. 

## Realizacje
- dekoracja wnętrza kościoła św. Stanisława w Czemiernikach
- dekoracja wnętrza kościoła św. Dominika w Turobinie
- dekoracja wnętrza kościoła św. Macieja (bernardynów) w Leszniowie (do 1631)
- dekoracja wnętrza kościoła w Uchaniach
- dekoracja mauzoleum rodu Firlejów w kościele dominikanów w Lublinie
- dekoracja cerkwi św. Mikołaja w Zamościu
- Kamienica Bartoszewiczowska w Zamościu (Rynek Wielki 26)[2]

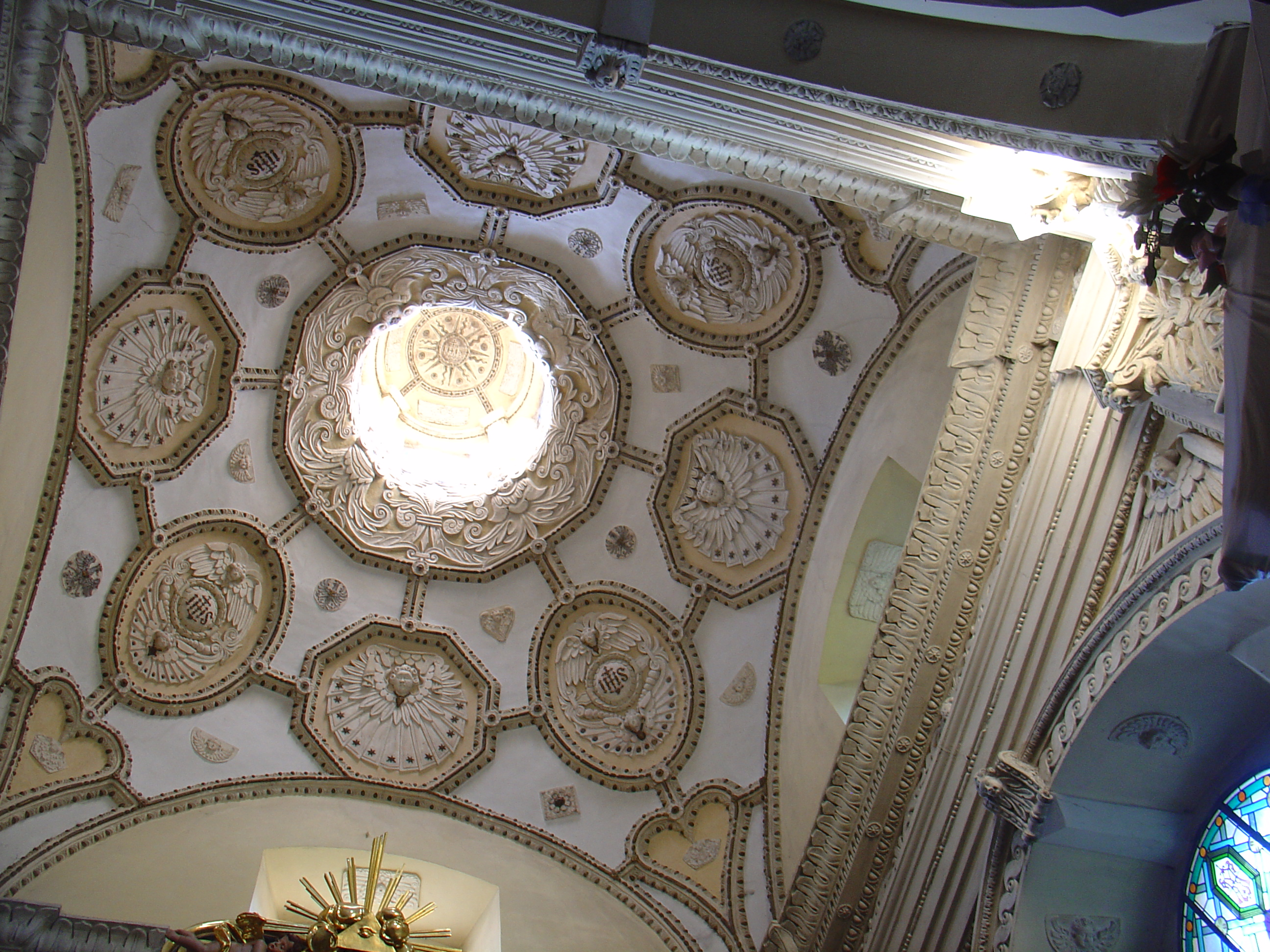
Turobin
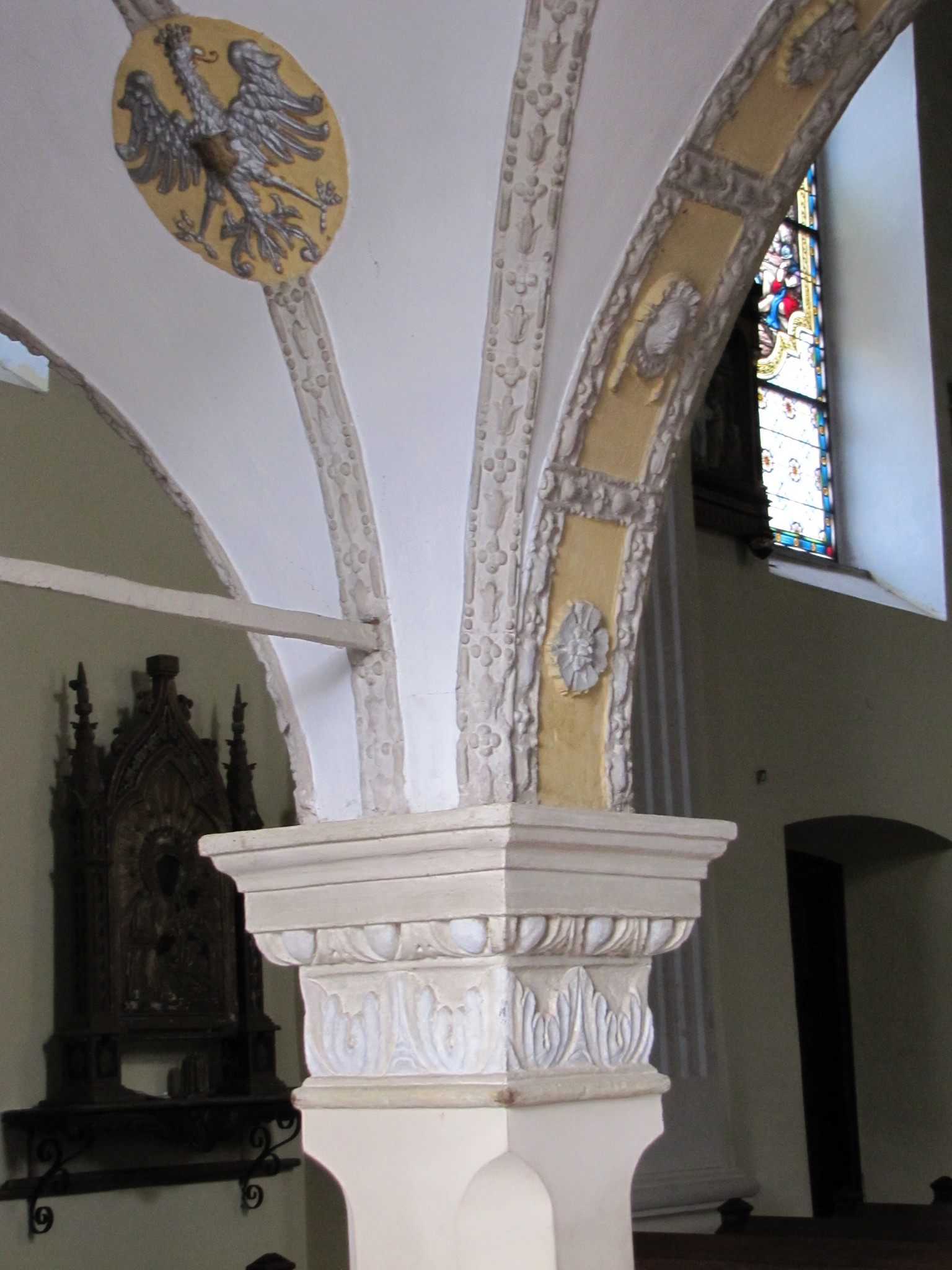
Turobin
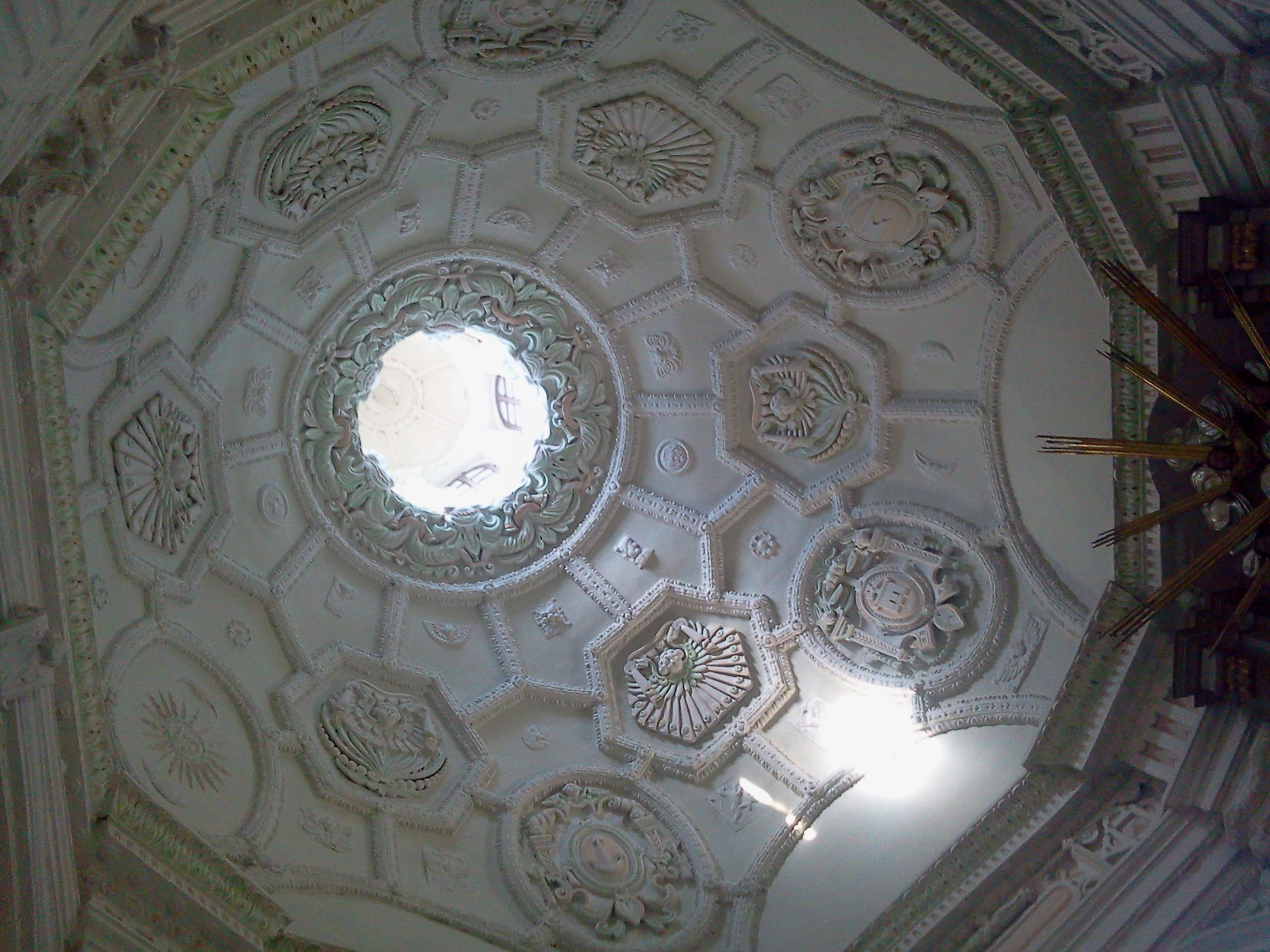
Uchanie
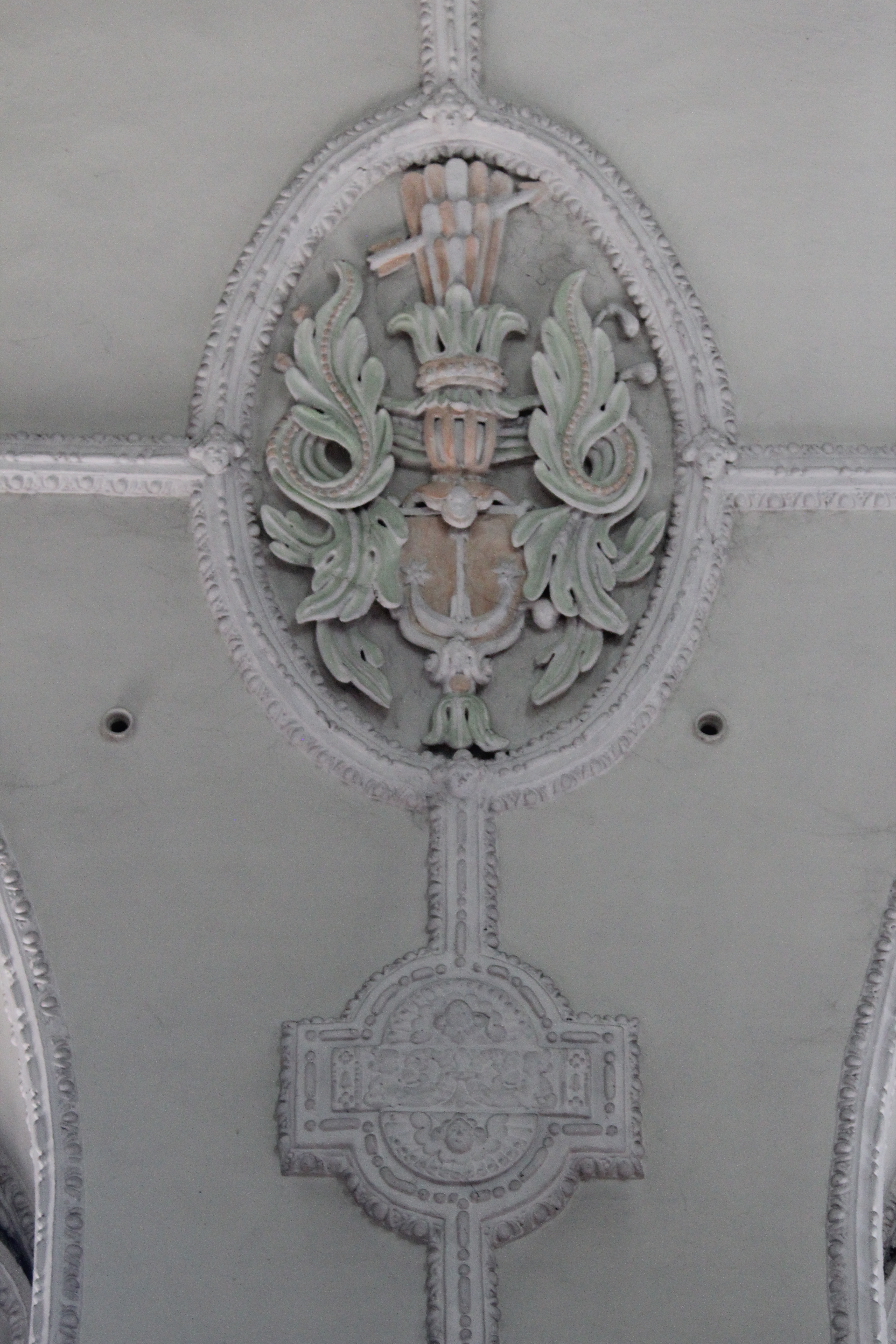
Uchanie
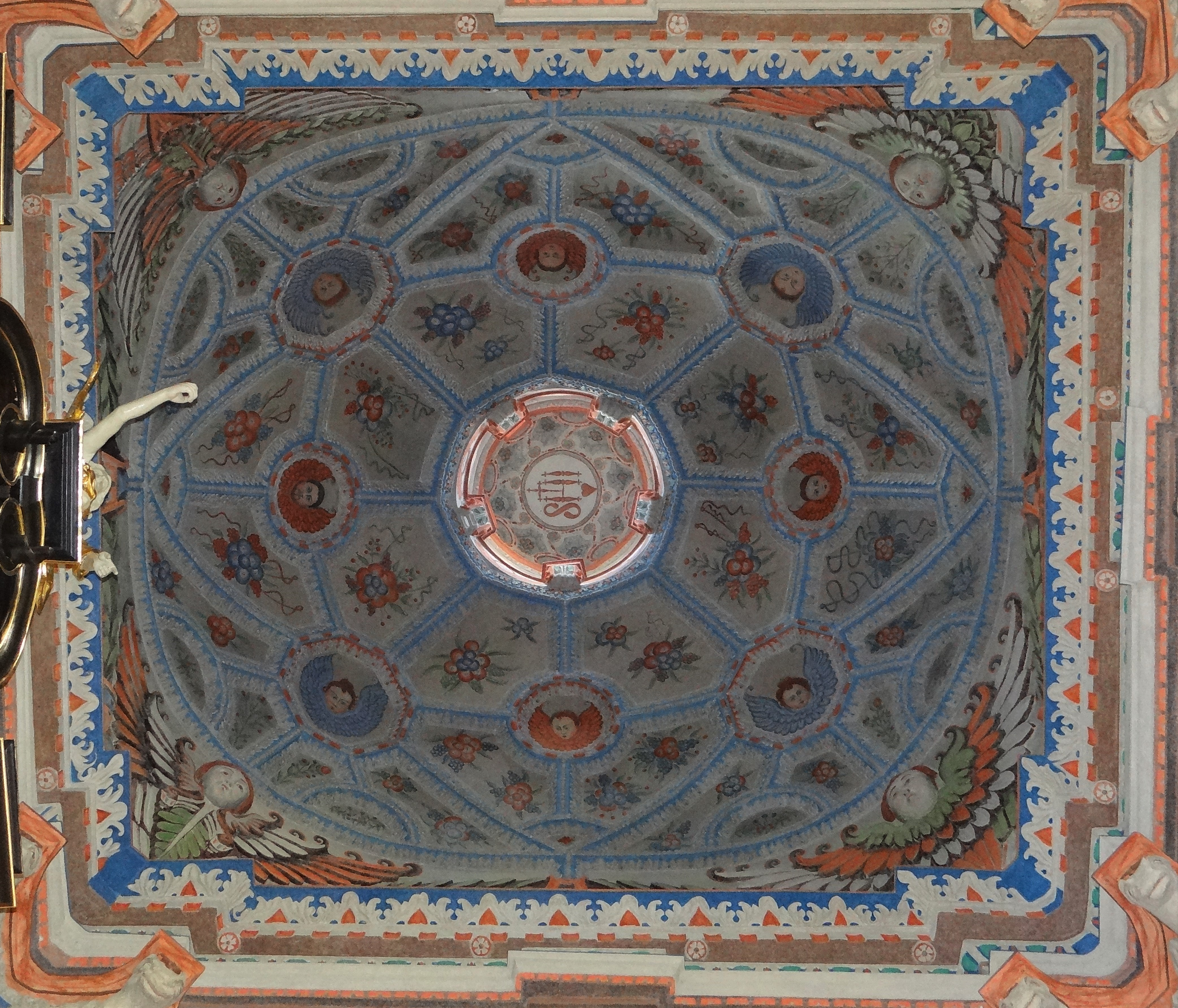
Kościół dominikanów w Lublinie